# 빅토리 구슬동자
빅토리 구슬동자는 봄버맨과 비드맨(일본명: 비다맨)을 기반으로 한 TV 애니메이션 시리즈이다. 대한민국에서는 2000년 4월 12일부터 2000년 10월 19일까지 SBS를 통해 방영되었다.

## 등장인물
- 화이트 봄버: 주인공으로 세상의 평화를 지키기 위해 시간과 공간을 여행하는 비다캅.
- 블루 봄버: 화이트 봄버의 파트너.
- 블랙 봄버: 엘리트 비다캅으로 매우 독립적이며 스스로 행동한다.
- 레드 봄버: 국경 왕국의 공주.
- 옐로우 봄버: 비다캅이 되기를 꿈꾸는 칸사이 말하기 운송 회사.
- 그린 봄버: 섬에 죄초된 국경 왕국의 군인.
- 그레이 봄버: 비다캅을 위해 새 갑옷을 만드는 천재 과학자.
- 미미탄: 그레이 봄버의 조수인 박쥐와 같은 동물.